# Тишов, Иван
Иван Тишов (хорв. Ivan Tišov, род. 8 февраля 1870 г. Вишковцы — ум. 20 сентября 1928 г. Загреб) — хорватский художник и график, участник художественного движения Венский сецессион.

## Жизнь и творчество
Иван Тишов получил начальное образование в родном селе, на северо-востоке нынешней Хорватии, входившей тогда в Австро-Венгрию. Затем обучался живописи в Школах прикладного искусства в Загребе и Вене, а также в Академии изящных искусств Мюнхена. С 1895 года И.Тишов преподаёт в загребской Академии художеств, занимает там профессорскую должность вплоть до самой смерти. Среди его известных учеников Марино Тарталья.
В 1913—1914 годах он проходит стажировку в парижской Академии Жюлиана. Выставки работ И.Тишова при его жизни прошли в Загребе, Вене и Будапеште.
Ещё во время своего обучения в Вене И.Тишов выполняет заказ на 4 монументальные росписи аллегорического содержания для Золотого зала в Загребе, под названием традиции, богословие, искусство и наука. Роспись искусство, изображавшее Музыку, на Выставке Тысячелетия в Будапеште в 1896 году была удостоена бронзовой медали.
И.Тишов писал свои произведения в стиле модерн. Он был автором многочисленных портретов (в том числе и автопортретов), пейзажей — преимущественно родной Славонии. Последние относятся к его лучшим работам. В своём более позднем творчестве сюжетами художник выбирает фольклорные и мифологические мотивы. Также занимался настенной живописью в церквях Бьеловара, Крижевцев и др. Писал для католических церквей алтарные полотна, для православных  и грекокатолических — иконостасы. Кисти И.Тишова принадлежат также росписи в загребской Университетской библиотеке и загребском Городском театре.
Ретроспективные выставки работ художника состоялись Художественном музее Осиека в 1988 и в 2005 годах.

## Галерея

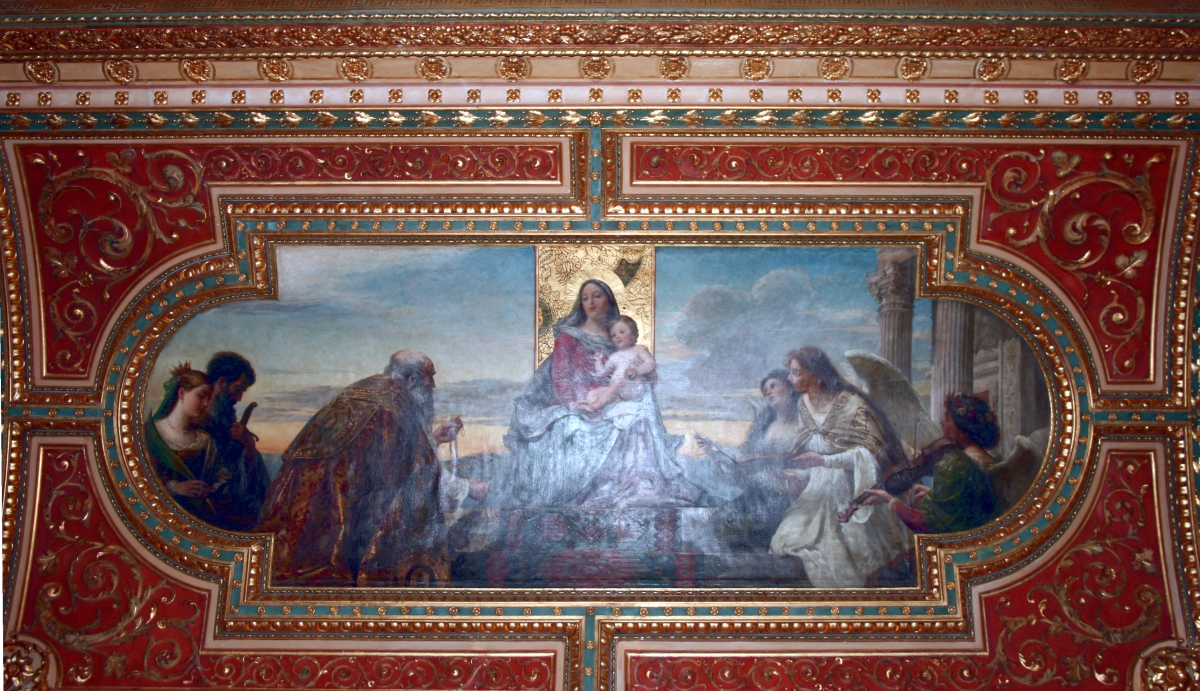
Традиции. Из росписей в загребском Институте истории
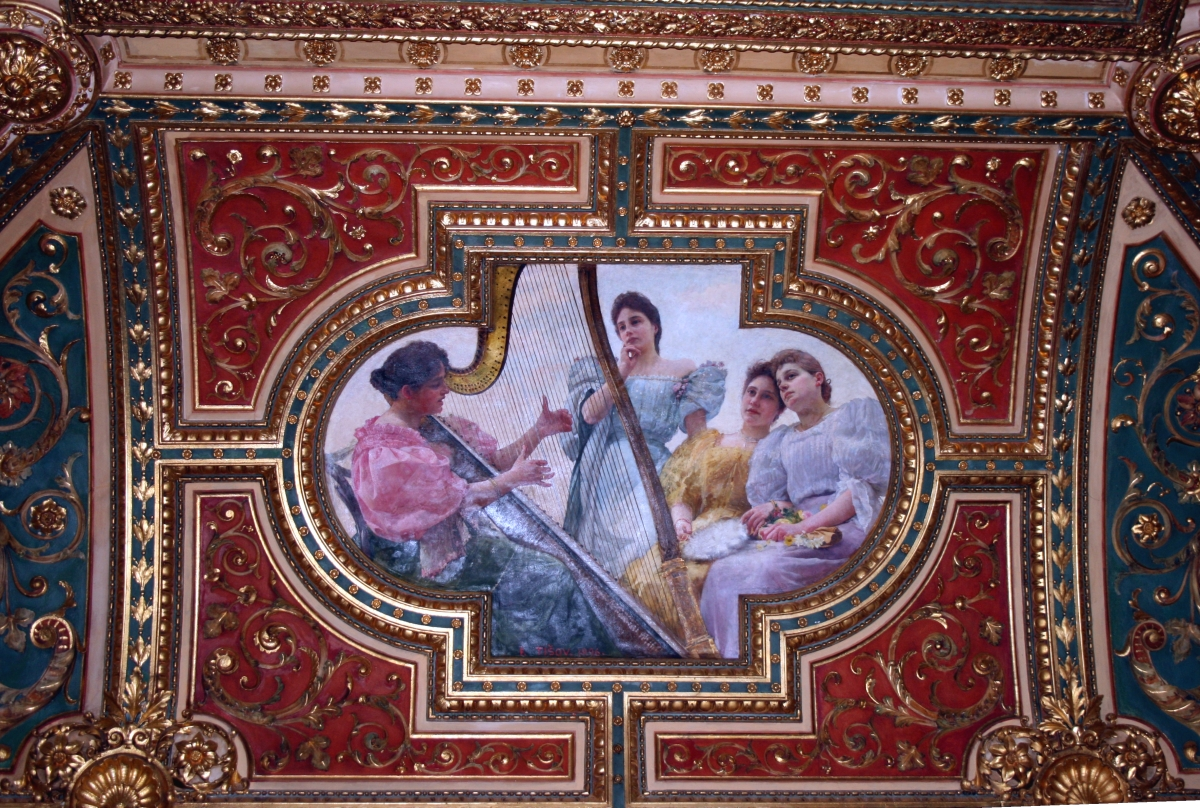
Искусство. Из росписей в загребском Институте истории.